# Établissement El Páramo
L’établissement El Páramo est un lieu situé sur la péninsule El Páramo, dans le département de Río Grande, dans la province de Terre de Feu, Antarctique et Îles de l’Atlantique Sud, au sud de l'Argentine. Classé lieu historique national de la République argentine par le décret national no 64 de 1999, à l'article 11.
En 1886, pendant la période connue sous le nom de ruée vers l'or en Terre de Feu, l'explorateur d'origine roumaine Julio Popper se fixe sur la côte nord de la baie de Saint-Sébastien afin d'installer un établissement minier qui sera baptisé El Páramo. L'établissement possède un bâtiment pour loger le personnel administratif, une caserne pour le personnel avec une capacité de quatre-vingts personnes, un magasin, un dépôt et une cuisine. Les chercheurs d'or de la Compañía Anónima Lavaderos de Oro del Sud disposaient d'ateliers, d'une forge, d'une grange avec des chaudières de locomotives à vapeur, une pompe centrifuge utilisée pour puiser l'eau de mer et laver le sable aurifères, et quatre « cosechadoras de oro » (littéralement : récolteuse d'or) appareils inventés par Popper. Par ailleurs, Popper créé sa propre Casa de Moneda et un bureau de poste. L'établissement dispose également d'un commissariat créé par décret du gouvernement national du 20 avril 1888 avec une juridiction allant du cap du Saint-Esprit jusqu'au río Grande,.